# Ruislip Manor (London Underground)

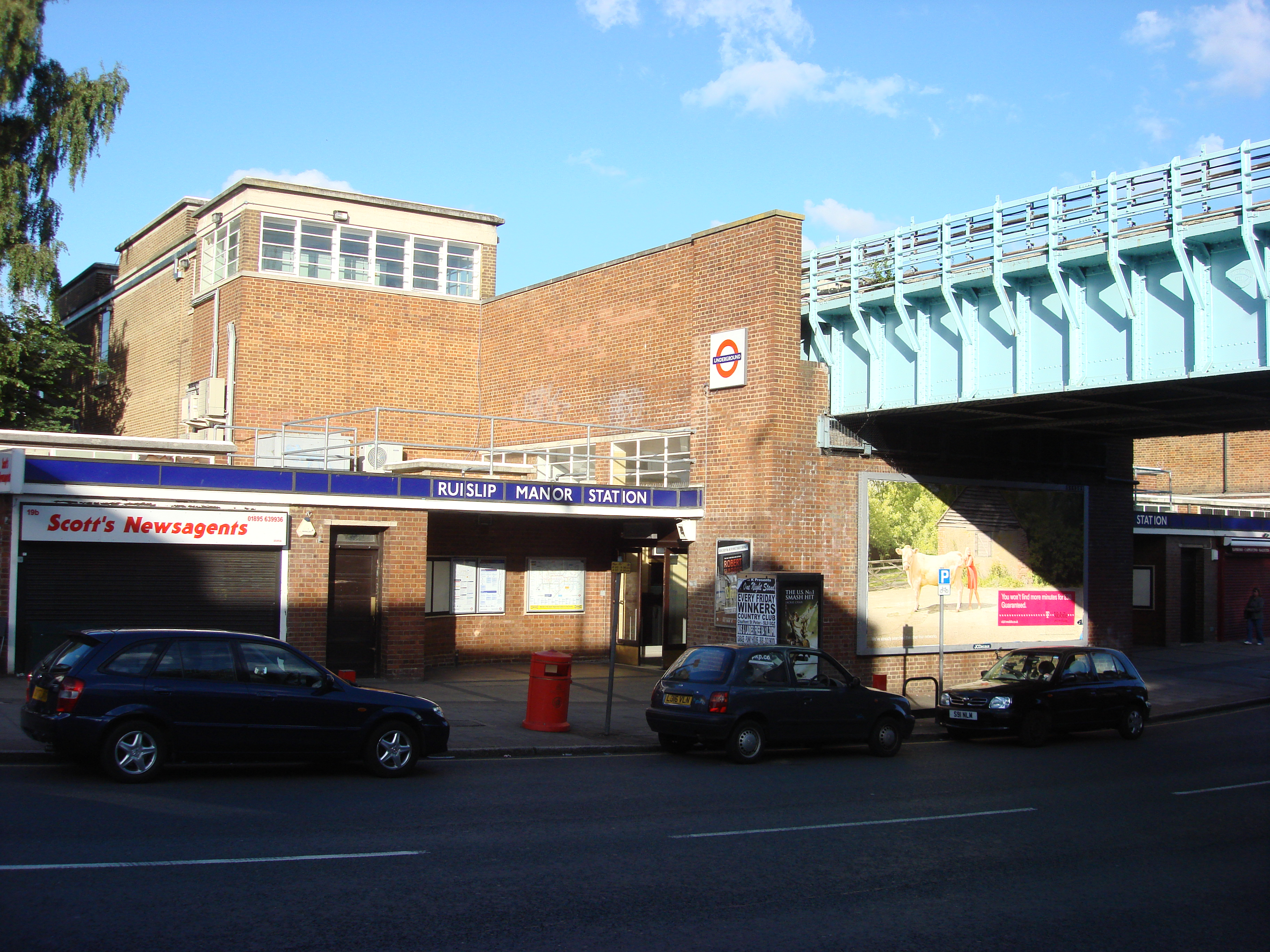
Stationsgebäude

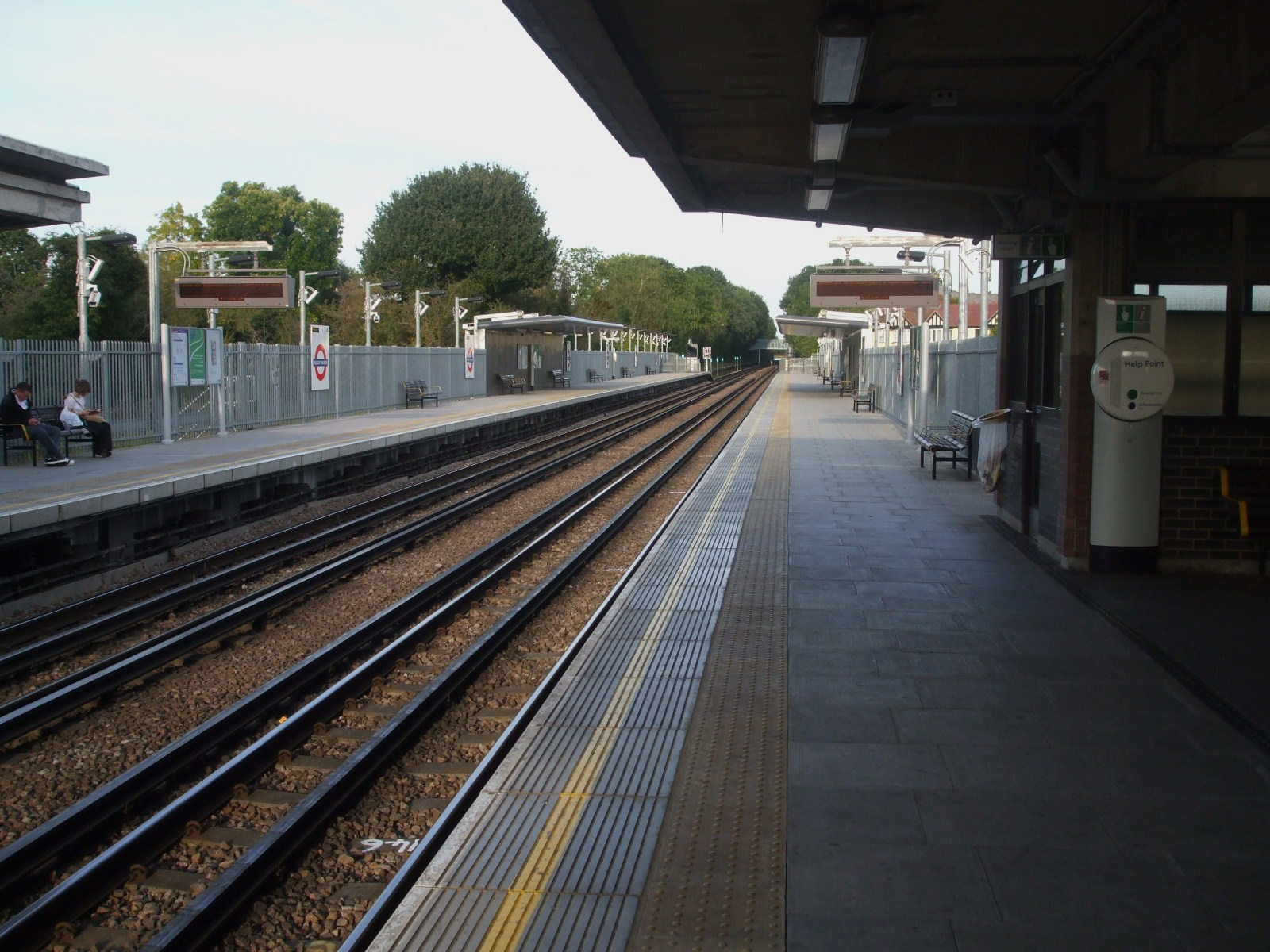
Bahnsteig

Ruislip Manor ist eine oberirdische Station der London Underground im Stadtbezirk London Borough of Hillingdon. Sie liegt in der Travelcard-Tarifzone 6 an der Victoria Road. Die von der Metropolitan Line und der Piccadilly Line bediente Station wurde im Jahr 2013 von 1,77 Millionen Fahrgästen genutzt.
Die Strecke der Metropolitan Railway (Vorgängergesellschaft der Metropolitan Line) zwischen Harrow-on-the-Hill und Uxbridge bestand seit dem 4. Juli 1904 und war ein halbes Jahr später elektrifiziert worden. Ab 1. März 1910 fuhren hier auch Züge der Metropolitan District Railway (heutige District Line) ohne Halt durch. Aufgrund der damals noch geringen Dichte der Bebauung wurde die Station Ruislip Manor erst nachträglich errichtet und am 5. August 1912 eröffnet. Züge der Piccadilly Line lösten am 23. Oktober 1933 jene der District Line ab.
Bis in die frühen 1930er Jahre war Ruislip Manor eine eher unbedeutende Station, die Züge hielten nur auf Verlangen. Doch dann erlebte die nähere Umgebung einen Bauboom und es entstanden viele neue Wohnhäuser. Nutzten 1931 nur gerade 17.000 Fahrgäste die Station, so waren es 1937 bereits 1,25 Millionen. Aus diesem Grund musste die Anlage komplett umgebaut werden. Die neue Station wurde am 26. Juni 1938 eröffnet.